# Страсбург (Пенсільванія)
Страсбург (англ. Strasburg) — місто (англ. borough) в США, в окрузі Ланкастер штату Пенсільванія. Населення — 3117 осіб (2020).

## Географія
Страсбург розташований за координатами 39°59′4″ пн. ш. 76°11′10″ зх. д. / 39.98444° пн. ш. 76.18611° зх. д. (39.984516, -76.186183).  За даними Бюро перепису населення США в 2010 році місто мало площу 2,49 км², з яких 2,48 км² — суходіл та 0,01 км² — водойми.

## Демографія
Згідно з переписом 2010 року, у селищі мешкало 2809 осіб у 1122 домогосподарствах у складі 814 родин. Густота населення становила 1129 осіб/км².  Було 1171 помешкання (470/км²).
Расовий склад населення:
| - 96,0 % — білих - 0,7 % — чорних або афроамериканців - 0,7 % — азіатів - 0,1 % — вихідців з тихоокеанських островів |

До двох чи більше рас належало 1,8 %. Частка іспаномовних становила 2,6 % від усіх жителів.
За віковим діапазоном населення розподілялося таким чином: 23,9 % — особи молодші 18 років, 61,8 % — особи у віці 18—64 років, 14,3 % — особи у віці 65 років та старші. Медіана віку мешканця становила 40,3 року. На 100 осіб жіночої статі у селищі припадало 93,3 чоловіків;  на 100 жінок у віці від 18 років та старших — 89,2 чоловіків також старших 18 років.
Середній дохід на одне домашнє господарство  становив 70 723 долари США (медіана — 61 067), а середній дохід на одну сім'ю — 81 376 доларів (медіана — 73 250). Медіана доходів становила 50 114 долари для чоловіків та 38 274 долари для жінок. За межею бідності перебувало 3,5 % осіб, у тому числі 5,4 % дітей у віці до 18 років та 2,0 % осіб у віці 65 років та старших.
Цивільне працевлаштоване населення становило 1432 особи. Основні галузі зайнятості: освіта, охорона здоров'я та соціальна допомога — 20,0 %, роздрібна торгівля — 15,5 %, мистецтво, розваги та відпочинок — 13,1 %, будівництво — 11,7 %.